# Arrodoniment
Arrodoniment és el procés mitjançant el qual s'eliminen decimals poc significatius en un nombre decimal.

## Regles de l'arrodoniment

### Mètode comú
Les regles d'arrodoniment s'apliquen al decimal situat a la següent posició al nombre de decimals que es vol transformar, és a dir, si tenim un nombre de 3 decimals i volem arrodonir a 2, s'aplicarà les regles d'arrodoniment: 
- Dígit menor que 5: Si el següent decimal és menor que 5, l'anterior no es modifica.
  - Exemple: 12,612. Arrodonint a 2 decimals haurem de tenir en compte el tercer decimal: 12,612 ≈ 12,61.
- Dígit més gran que 5: Si el següent decimal és major o igual que 5, l'anterior s'incrementa en una unitat.
  - Exemple: 12,618. Arrodonint a 2 decimals haurem de tenir en compte el tercer decimal: 12,618 ≈ 12,62.
  - Exemple: 12,615. Arrodonint a 2 decimals haurem de tenir en compte el tercer decimal: 12,615 ≈ 12,62.

### Altres mètodes
Estadísticament més exactes:
- «Redondeo de cifras». Arxivat de l'original el 2009-02-25. [Consulta: 19 gener 2008]. (castellà)

## Operacions aritmètiques
- En addicions i subtraccions, el resultat final té la mateixa quantitat de dígits decimals que el factor amb menor quantitat de dígits decimals. Per exemple:

{\displaystyle 4{,}35\times 0{,}868+0{,}6=5{,}818\approx 5{,}8}
- A les multiplicacions, divisions i potències, el resultat final tindrà el mateix nombre de xifres significatives que el factor que menys xifres significatives tingui. Per exemple:

{\displaystyle 8425\times 22{,}3=187{,}8775\approx 188}